# Кламат (река)
Кла́мат (англ. Klamath River, карук: Ishkêesh, кламат: Koke, юрок: Hehlkeek 'We-Roy) — река на юго-западе штата Орегон и севере штата Калифорния, США.
Длина реки составляет 423 км, площадь её бассейна насчитывает 40 795 км². Средний расход воды — 482 м³/с. Впадает в Тихий океан. Основные притоки — Шаста, Скотт, Салмон и Тринити. Это вторая по величине река штата Калифорния после реки Сакраменто.
Является местом нереста лососёвых рыб.

## Течение

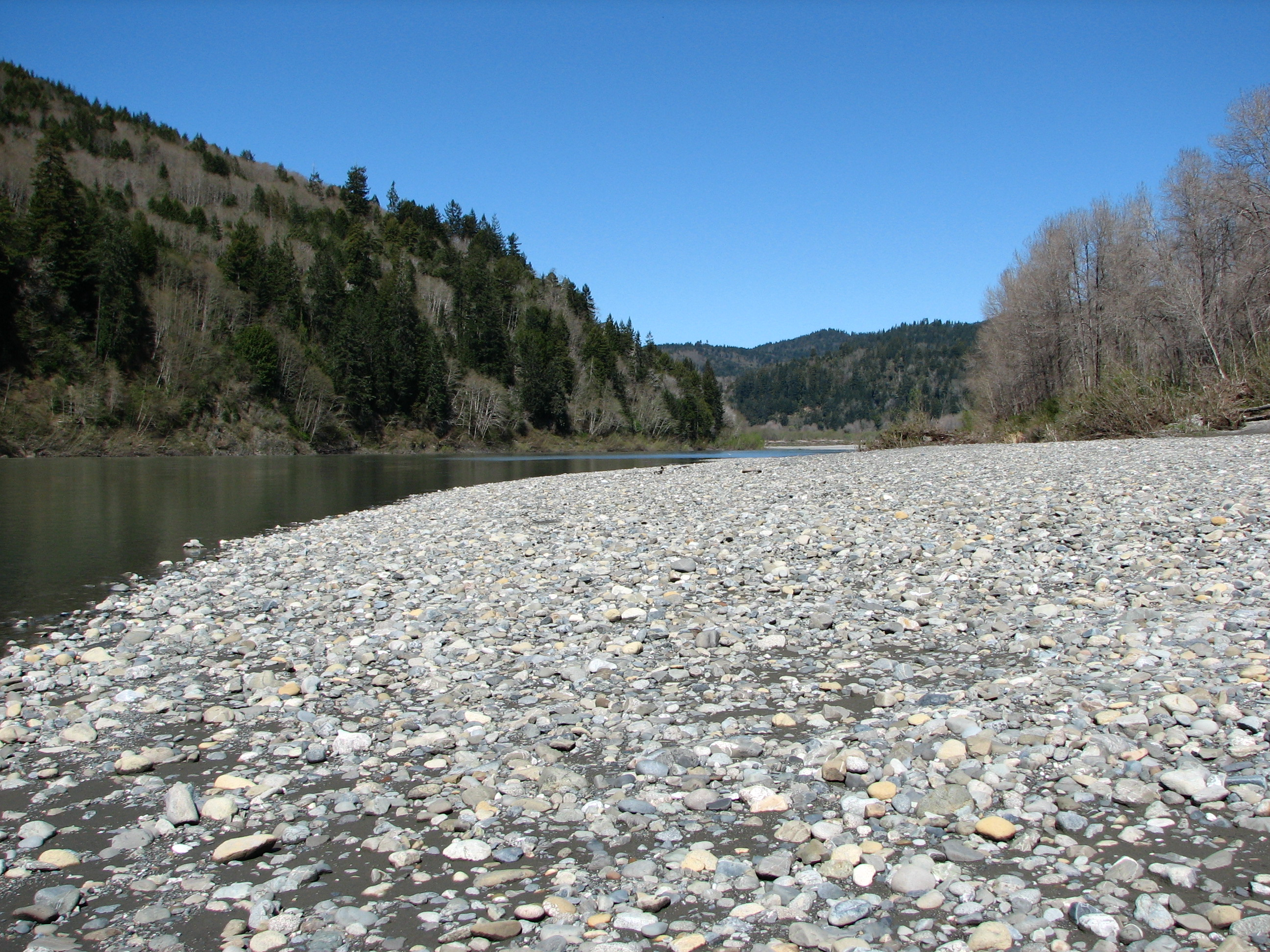
Река Кламат недалеко от города Кламат, вблизи своего устья

Река Кламат берёт начало из озера Аппер-Кламат, которое раскинулось в широкой долине у подножья восточного склона южной оконечности Каскадных гор. Верховья речной системы начинаются более чем в 160 км от этого места, в том числе вытекают из озера Крейтер и берут начало на границе Орегона и Невады. При выходе из озера Аппер-Кламат, на коротком участке протяжённостью 1,6 км река называется Линк-Ривер. Через 1,6 км после выхода из Аппер-Кламат река входит в озеро Эвауна, где имеется система деривационных каналов, соединяющих Кламат с рекой Лост-Ривер и позволяющих переброску воды в обе стороны в зависимости от нужд сельского хозяйства. Далее река протекает через мелкое и почти пересыхающее озеро Лауэр-Кламат. Прежде чем пересечь границу между штатами Орегон и Калифорния река Кламат протекает ещё через 4 плотины, построенные для производства электроэнергии. Вскоре после пересечения границы с Калифорнией река резко поворачивает на запад и течёт в этом направлении во всём своём среднем течении, принимая здесь с юга крупные притоки Шаста и Скотт. На данном участке река образует глубокий каньон, прорезая горный хребет Кламат.
Путь через Каскадные горы и хребет Кламат составляют большую часть течения реки. От устья реки Скотт река Кламат течёт главным образом на запад вдоль южной стороны горного хребта Сискию, прежде чем она резко повернёт на юго-запад у городка Хаппи-Камп. Ниже река течёт через территорию национального леса Кламат, где на ней имеются порожистые участки, принимает крупный приток Салмон и протекает через невключённую территорию Орлинс. Кламат течёт на юго-запад до невключённой территории Уэйтчпек, где резко поворачивает на северо-запад и принимает свой крупнейший приток — реку Тринити. Ниже устья Тринити течение реки заметно замедляется. Кламат продолжает течь на северо-запад, протекая через резервации индейцев хупа и юрок, а также через город Кламат. Река впадает в Тихий океан в 26 км к югу от города Кресент-Сити, в населённом пункте Рекуа, в местности, где совпадают территории резервации индейцев юрок и национального парка Редвуд. Эстуарий реки Кламат находится под защитой в рамках политики по контролю за качеством воды в калифорнийских заливах и эстуариях.

## Бассейн

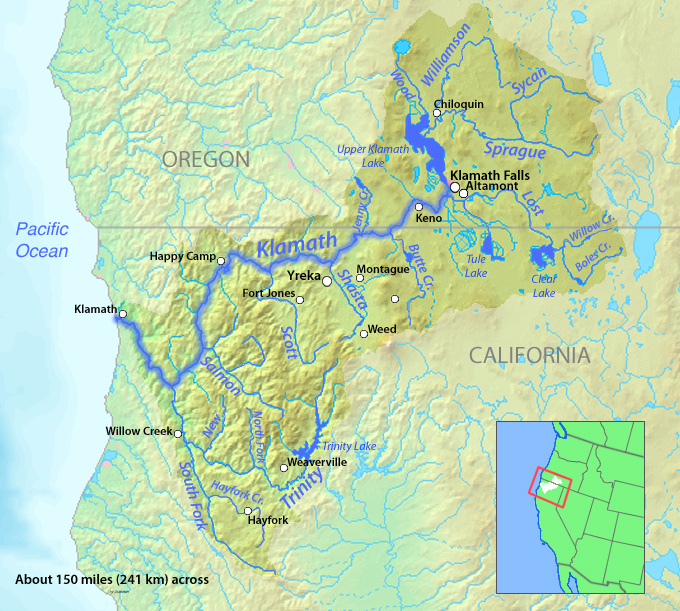
Схема бассейна реки Кламат

Простираясь от засушливого восточного Орегона до прохладного и дождливого побережья Северной Калифорнии, бассейн реки Кламат включает часть территории трёх округов штата Орегон и пяти округов штата Калифорния. Наиболее северная часть бассейна представлена водосборами реки Уильямсон и её крупного притока Спраг, которые текут в юго-западном направлении и впадают в озеро Аппер-Кламат. Средняя часть бассейна включает обширные травянистые равнины, сельскохозяйственные угодья и водно-болотные угорья, раскинувшиеся вокруг двух крупных озёр: Аппер-Кламат и Лауэр-Кламат. Нижняя часть бассейна представлена глубокими каньонами и высокими горными хребтами, занимающими более половины от общей площади бассейна реки, которая составляет 40 795 км².
Бассейн реки Кламат граничит с бассейнами ряда других рек США. На северо-западе он граничит с бассейнами рек Рог и Ампкуа (Орегон), а также реки Смит (Калифорния). На востоке бассейн имеет границу с бессточной областью Харни и с Большим Бассейном. На юге бассейн граничит с водосбором реки Сакраменто и её притока, реки Пит, а также бассейнами рек Мэд и Редвуд-Крик. Западную границу водосбора формируют Каскадные горы и хребет Кламат, а юго-западную границу — Калифорнийские прибрежные хребты. Кламат — одна из трёх рек, берущих начало к востоку от Каскадных гор и впадающих в Тихий океан; другие две — Колумбия и Фрейзер.
Активное использование водосбора реки человеком ограничивается главным образом верхней частью бассейна. Несмотря на полуаридный климат, строительство плотин и каналов, обеспечивающих орошение с использованием воды рек Кламат и Лост, а также с использованием грунтовых вод превратило эту местность в важный сельскохозяйственный регион. Примерно 11 000 лет назад во время обильных осадков озёра Лауэр-Кламат и Туле формировали один крупный водоём, площадь которого достигала 750 км². Вместе с озером Аппер-Кламат площадью 260 км² этот водоём формировал место обитания для миллионов перелётных птиц. Все эти озёра являются остатками гигантского озера Модок, существовавшего в последний ледниковый период, площадь которого составляла 2800 км². Несмотря на то, что почти все водно-болотные угодья, за исключением озера Аппер-Кламат, были осушены и превращены в сельскохозяйственные земли, около 3,7 млн перелётных птиц по-прежнему останавливается в бассейне реки Кламат каждый год.
Бассейн реки Кламат не обладает достаточными водными ресурсами, чтобы их можно было использовать для орошения и бытовых нужд в центральных и южных районах Калифорнии. В то же время воды Кламата используются для орошения земель возле реки, а воды его притока, реки Тринити, отводятся для орошения земель в долине Сакраменто.

### Наводнения
Река Кламат подвержена наводнениям главным образом в нижнем и среднем течении. Разлив Кламат, впрочем, как и разлив других рек региона, обычно объясняется таким атмосферным явлением как Пайнэпл-Экспресс, которое представляет собой сильный устойчивый поток атмосферной влаги, приводящий к обильным осадкам в разных районах тихоокеанского побережья страны. Сильные наводнения отмечались на реке Кламат в 1926-27, 1955, 1964, 1997 и 2005 годах; в некоторых случаях наводнения приводили к изменению русла реки. Наиболее разрушительным было наводнение 1964 года, когда вода, уровень которой достигал 17 м, затопила города Кламат и Кламат-Глен и разрушила мост через реку Кламат на трассе № 101. Мост был построен заново в другом месте, тогда как остатки старого моста до сих пор сохранились.
Устье реки Кламат и примыкающий к нему участок реки подвержены опасности во время цунами. Цунами 1964 и 2011 года привели в данном районе к человеческим жертвам.

## История

### Коренное население и первые поселенцы

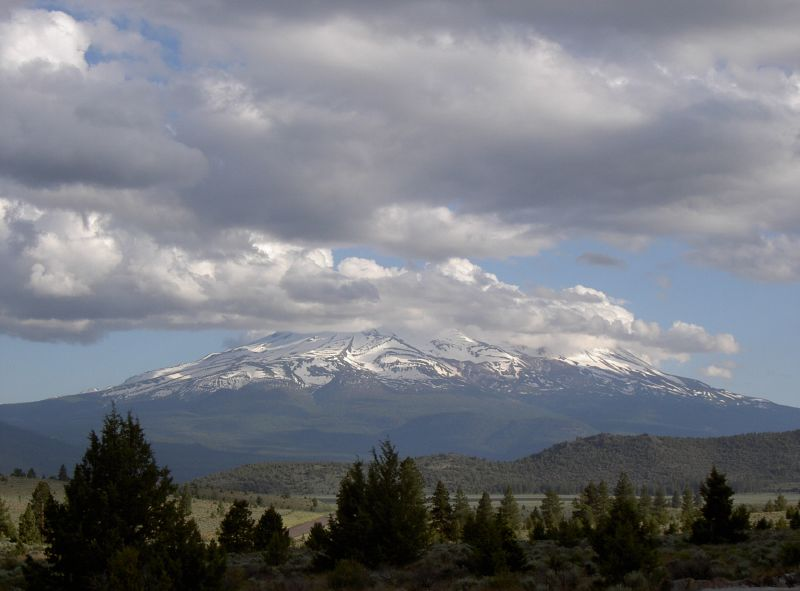
Верхнюю часть бассейна реки Кламат населяли полукочевые племена охотников и собирателей

Наиболее ранние свидетельства о проживании человека в бассейне реки Кламат имеют возраст около 7000 лет. Жизнь многих племён индейцев, живущих вдоль реки, зависела от идущего на нерест лосося, обилие которого тогда уступало лишь лососю в реке Колумбия. Основные коренные народы этих мест включают индейцев шаста, проживающих вдоль среднего и верхнего течения реки, а также индейцев юрок, хупа и карук, живших вдоль каньонов в низовьях реки Кламат. В засушливых долинах верхней части бассейна проживали модоки, кламаты и яхушкин. Индейцы шаста контролировали около 208 км реки; более половины всего среднего и верхнего течения реки располагалось на землях шаста. Индейцы юрок были вторым наиболее влиятельным племенем реки Кламат после шаста и контролировали около 48 км нижнего течения реки и часть побережья Северной Калифорнии. Также как и племена хупа и карук, юрок занимались ловлей лосося, используя при этом запруды, корзины-ловушки и даже гарпуны. Большая часть населения верхней части бассейна вели кочевой образ жизни и занимались охотой и собирательством, гораздо меньше завися от нереста лососевых по сравнению с племенами низовьев реки.
В конце 1820-х годов трапперы из Компании Гудзонова залива достигли бассейна реки Кламат, делая вылазки на юг из фактории Форт-Ванкувер. Первой реку Кламат увидела группа трапперов во главе с Александром Маклеодом зимой 1826-27 года. В 1828 году через реку Тринити, приток Кламата, переправлялась экспедиция трапперов под предводительством Джедедайи Смита, которая затем разбила лагерь на восточном берегу. Клерк Смита, Харрисон Г. Роверс, писал, что тот купил у племени юрок столько шкурок бобра, сколько было возможно, предполагая при этом значительное количество зверя в данной местности. Биолог Джозеф Гриннелл в своей книге Fur-bearing Mammals of California пишет, что бобры водятся и на других притоках реки Кламат, таких как Скотт и Шаста, а затем ссылается на отчёт Калифорнийского департамента по рыбе и дикой природе за 1915—1927 года о состоянии бобра на ручье Хайт-Прайри, расположенном вблизи устья Кламата. В течение нескольких лет бобры в бассейне реки Кламат были полностью истреблены. Изначально бобровые плотины были важным компонентом местной экосистемы, помогая уменьшить силу паводков и создавая пруды, которые были местом обитания ряда видов. Исчезновение плотин привели к пагубным последствиям для многих водотоков, увеличив силу паводков и, как следствие, увеличив эрозию. С исчезновением бобра трапперы двинулись на юго-запад, в долину Сакраменто. Несмотря на серьёзный ущерб, принесённый окружающей среде, обширные плодородные луга, образованные за счёт осушения бобровых прудов, привлекли позже в данный район первых поселенцев.
В 1850-е годы, во время Калифорнийской золотой лихорадки, на многих реках региона, в том числе Кламате, Тринити и Шасте, было найдено золото. Предположительно, золото образовалось в результате вулканической активности в горах Кламат. Изначально, весной 1850 года, золото было найдено на реке Салмон, а уже к июлю того же года месторождения были найдены на реке Кламат. Кроме того, в больших количествах золото было найдено в районе населённых пунктов Френч-Галч и Вайрика. О тех временах свидетельствуют некоторые топонимы, например, река Скотт была названа в честь Джона Уолтера Скотта. Месторождения золота всё ещё имеются в бассейне Кламата, несмотря на активную добычу этого металла даже после окончания золотой лихорадки.
В 1864 году коренное население бассейна реки Кламат и некоторых прилегающих территорий подписало договор, который вынуждал их уступить 8 100 000 га земли Соединённым Штатам и переехать на территорию только что созданной резервации Кламат. В конце концов, индейцы начали получать прибыль от продажи продукции лесной промышленности. В 1954 году Конгресс лишил местных индейцев федерального признания. В 1970-е годы признание было восстановлено, однако к этому времени значительная часть коренного населения жили в бедности.

### Промышленность и развитие

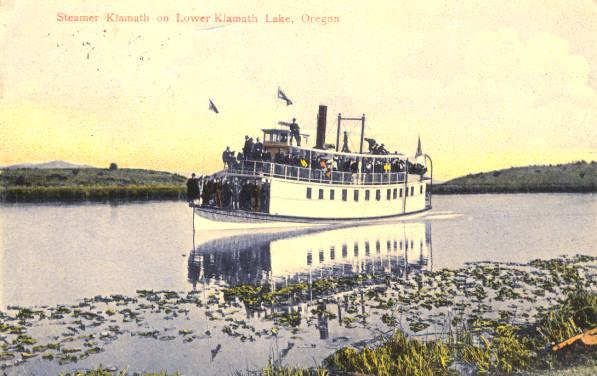
Пароход Klamath на озере Лауэр-Кламат, 1908 год

Первые пароходы в бассейне реки Кламат начали ходить в начале XX века на озере Лауэр-Кламат, соединяя калифорнийский округ Сискию и город Кламат-Фолс в Орегоне. Необходимость в пароходном сообщение между этими районами отпала со строительством железной дороги в 1909 году. В 1910 и 1920-е годы в верхней части бассейна реки Кламат большое значение получила лесная промышленность, сконцентрированная главным образом вокруг озера Аппер-Кламат. Компании Great Northern Railway и Southern Pacific Transportation Company построили вдоль восточного берега озера совместную железную дорогу, по которой брёвна доставлялись на лесопилку, расположенную примерно в 5 км ниже озера. В 1919 году на реке Линк-Ривер была построена плотины, что позволило повысить уровень воды в озере Аппер-Кламат на 4,9 м. Пароходы продолжали в данном районе перевозку почты, грузов и пассажиров вплоть до 1928 года, когда закрылась большая часть компаний по производству пиломатериалов.
С упадком лесной промышленности экономика региона постепенно перешла на сельское хозяйство. Мелиоративный проект реки Кламат, разработанный в начале XX века, включал в себя строительство двух плотин на реке Кламат, а также строительство ряда дамб на её притоках и полное осушение озёр Лауэр-Кламат и Туле. Энергетические компании PacifiCorp и California-Oregon Power Company в конце 1950-х годов построили ниже по течению реки Кламат ещё 3 плотины, что вызвало множество споров по поводу качества воды в нижней части реки и ограничению нереста лосося.

## Экология
Река Кламат является важным местом обитания таких лососевых, как чавыча, кижуч и микижа. Раньше Кламат был третьим крупнейшим производителем лососевых на западном побережье, однако, сегодня, после строительства на реке шести плотин, нерест лосося возможен лишь на довольно небольшом участке реки. Кижуч в реке Кламат отмечен как находящийся под угрозой исчезновения в Законе об исчезающих видах. В 1963 году верхняя часть реки Тринити, крупнейшего притока Кламата, была фактически изъята из водосбора после строительства здесь плотин Льюистон и Тритини и отвода около 90 % вод реки в долину Сакраменто.
В последние годы активно обсуждается вопрос о ликвидации плотин. В то же время, продление лицензии компании PacifiCorp на дальнейшую деятельность в 2004 году не включало в себя никаких пунктов, связанных с восстановлением исторического местообитания лососевых. Тем не менее, в январе 2007 года федеральное правительство постановило, что компания должна оснастить рыбопропускными сооружениями 4 плотины; общая предположительная стоимости строительства подобных сооружений составляет около 300 млн. $. После того, как компании было отказано в строительстве плотины в Юте, PacifiCorp предложила потратить 300 млн. $ на улучшение рыбопропускных сооружений JC Boyle и перевозку рыбы в обход плотин Copco Number 1 и Iron Gate. Глава PacifiCorp защитил деятельность компании в регионе, указав на другие преимущества.